# Northumberland County, Ontario
Northumberland County är ett county i Kanada.   Det ligger i provinsen Ontario, i den sydöstra delen av landet, 230 km sydväst om huvudstaden Ottawa.
Omgivningarna runt Northumberland County är en mosaik av jordbruksmark och naturlig växtlighet. Runt Northumberland County är det glesbefolkat, med 18 invånare per kvadratkilometer.